# Kunsziget
Kunsziget es un pueblo húngaro perteneciente al distrito de Győr en el condado de Győr-Moson-Sopron, con una población en 2013 de 1218 habitantes.
Se conoce la existencia de un asentamiento aquí bajo el nombre de "Zyeth" en 1443. Los turcos destruyeron la localidad original en 1594 y 1683, siendo posteriormente repoblada en el siglo XVIII como hacienda de la familia noble Viczay-Héderváry. Hasta 1882 perteneció a Öttevény y llevó el nombre de "Öttevénysziget".
Se ubica unos 10 km al noroeste de la capital condal Győr.